# Mansfield, Massachusetts
Mansfield är en kommun (town) i Bristol County, Massachusetts, USA, med 23 184 invånare (2010).

## Kända personer från Mansfield
- Laban Wheaton, politiker